# Rạch Chèo
Rạch Chèo là một xã thuộc huyện Phú Tân, tỉnh Cà Mau, Việt Nam.

## Địa lý
Xã Rạch Chèo nằm ở phía đông nam huyện Phú Tân, có vị trí địa lý:
- Phía đông giáp xã Việt Thắng
- Phía tây giáp xã Nguyễn Việt Khái
- Phía nam giáp huyện Năm Căn
- Phía bắc giáp xã Tân Hải và xã Tân Hưng Tây.

Xã Rạch Chèo có diện tích 48,10 km², dân số năm 2022 là 11.634 người, mật độ dân số đạt 241 người/km².
Rạch Chèo là một xã vùng nông thôn sâu, cách trung tâm huyện Phú Tân 10 km về phía Đông. Với vùng sông nước, đặc biệt là có cửa Bảy Háp nối ra biển, ba mặt được bao bộc bởi các xã lân cận của huyện và tiếp giáp với xã Đất Mới huyện Năm Căn, toàn xã có diện tích tự nhiên là 4.809,95 ha, diện tích đất sản xuất 4.383,37 ha; địa bàn sông ngòi chằng chịt, giao thông đi lại chủ yếu bằng đường thủy. Trung tâm xã Rạch Chèo được xác định ở vị trí giao nhau của sông Bảy Háp, kinh Chín Mươi, kinh Rạch Chèo Ngọn và Kênh Năm. Trung tâm xã có 2 tuyến giao thông bộ quan trọng đi ngang qua là tuyến đê Đông và tuyến bờ Tây của kinh Rạch Chèo Ngọn, là vị trí giao thông thuận tiện đi đến các điểm, tuyến, cụm dân cư trong địa bàn xã và trung tâm huyện lỵ.

### Địa hình
Do xã nằm trong vùng bán đảo Cà Mau, nên có địa hình đặc trưng của vùng Đồng bằng sông Cửu Long, địa hình tương đối bằng phẳng cao độ khoảng 0,7m - 1m (so với mặt nước), độ chênh lệch cao thấp dần từ Bắc xuống Nam, những vùng đất ven sông rạch do được trầm tích hạt sét lớn của phù xa lắng đọng bồi đắp trước nên có địa hình cao hơn bên trong, hơn nữa do đặc điểm sinh sống của vùng sông nước nên những vùng ven sông thường được người dân bồi đắp nâng cao làm nơi đất ở và trồng cây ăn trái tạo ra những vành đai địa hình như một dãy đê bảo vệ vùng sản xuất bên trong. Địa hình này phù hợp cho nuôi trồng thủy sản khai thác gần bờ, canh tác tôm - tôm quảng canh cải tiến, cây hoa màu ngắn ngày.

### Khí hậu
Xã Rạch Chèo mang những đặc trưng chung của khí hậu đồng bằng Nam Bộ có chế độ khí hậu gió mùa cận xích đạo, với nền nhiệt cao đều quanh năm, lượng mưa lớn phân hóa theo mùa, phân bố không đều theo các tháng trong năm nên hình thành 2 mùa rõ rệt. Mùa nắng từ tháng 12 đến tháng 4, mùa mưa từ tháng 5 đến tháng 11 (theo số liệu của Trung tâm khí tượng thủy văn tỉnh Cà Mau).

### Thủy văn
Khu vực này bị ảnh hưởng chế độ triều biển Tây, mực nước quan trắc trong nhiều năm cho trị số như sau: Max: +116 cm và min: -50 cm.
Địa chất nguồn gốc sông biển hỗn hợp, nền đất được cấu tạo bởi các trầm tích có tuổi Holoxen trung thượng phía trên, dưới là lớp có nguồn gốc sông biển hỗn hợp tuổi Holoxen sớm.
Cấu tạo các lớp đất khu vực nội thị từ trên xuống bao gồm:
- Lớp 1: bùn sét màu xám đen, xám xanh, trạng thái chảy; độ sâu từ 0 – 17,5m, bề dày khoảng 15 – 17m.
- Lớp 2: Sét màu xám xanh, xám vàng, nâu đỏ, lẫn sạn laterite, trạng thái dẻo mềm đến dẻo cứng đến nửa cứng; độ sâu từ 15,5 - 31,82m, bề dày khoảng 5 – 7m.
- Lớp 3: Sét màu xám xanh, xám nâu, trạng thái dẻo mềm đến dẻo cứng; độ sâu từ 21,55 - 38,5m, bề dày khoảng 0 – 12m.
- Lớp 4: Sét màu xám xanh, xám nâu xen kẹp nhiều lớp cát mỏng, trạng thái dẻo mềm đến dẻo cứng; độ sâu từ 32,48 – 80m, bề dày khoảng 17 – 46m.

### Tài nguyên nước
Xã Rạch Chèo có 3 nguồn nước, bao gồm: Nước mưa, nước mặn và nước ngầm:
- Nước mưa: là nguồn nước ngọt chủ yếu phục vụ cho sản xuất nông nghiệp trên địa bàn xã và một phần phục vụ cho sinh hoạt của người dân. Tuy nhiên, do lượng mưa phân bố không đều, nên gây ra tình trạng ngập úng, nước dâng ngập tràn bờ đê, bờ kênh cục bộ trong mùa mưa và thiếu nước ngọt cho sản xuất vào mùa khô.
- Nước mặn: là một nguồn tài nguyên sẵn có và rất quan trọng cần được khai thác có hiệu quả. Độ mặn của nước gây nên những ảnh hưởng bất lợi cho bố trí cây trồng nông nghiệp và nuôi trồng thủy sản nước ngọt. Nhưng nước mặn đặc biệt có giá trị trong nuôi trồng thủy sản, nước mặn còn điều hòa môi trường đất, tận dụng tối đa nguồn nước biển dồi dào bố trí sản xuất hợp lý theo hướng bền vững.
- Nước ngầm: là nguồn nước phục vụ chính trong sinh hoạt của người dân. Tầng nước ngầm khai thác phổ biến có độ sâu trung bình từ 90 – 120m, trữ lượng nước tương đối dồi dào và có chất lượng khá tốt. Tuy nhiên, trong thời gian gần đây một số hộ dân khai thác sử dụng nước ngầm với độ sâu 90 – 120m trong vùng có dấu hiệu bị giảm áp. Trong tương lai cần lưu ý khai thác tầng sâu hơn để đảm bảo an ninh nguồn nước sinh hoạt cho người dân.

## Hành chính
Xã Rạch Chèo được chia thành 5 ấp: Bào Thùng, Lê Năm, Rạch Chèo, Tân Nghĩa, Tân Thành Mới.

## Lịch sử
Ngày 23 tháng 11 năm 2004, Chính phủ ban hành Nghị định số 192/2004/NĐ-CP về việc thành lập xã Rạch Chèo thuộc huyện Phú Tân trên cơ sở 4.450 ha diện tích tự nhiên và 9.998 nhân khẩu của xã Tân Hưng Tây.